# Raffay Imre Károly
Raffay Imre Károly (Kopčevac, 1753. november 5. – Zágráb, 1830. január 10.) római katolikus pap, diakovári püspök 1816-tól haláláig.

## Élete
1787-ben zágrábi kanonok, majd 1810 körültől phári címzetes püspök. 1816. július 22-től diakovári (szerémi) püspök. 1830-ban hunyt el 76 éves korában (Szinnyei szerint élete 69. évében).

## Művei
- 1. Oratio dum augustis manibus Leopoldi II. i. comitatus Zagrabiensis et a. magistratus ejusdem civitatis in aede parochiali S. Marci occasione generalium regnorum Dalmatiae et Slavoniae comitiorum solenni ritu parantaret. XII. idus aprilis 1792. habita Zagrabiae.
- 2. Predigt. Von der Warnung vom Rückfalle in die vorigen Sünden. Am Schlusse des fünfzigjährigen Jubiläums vorgetragen in der slavonischen Sprache und hernach in die Deutsche übersetzt. Esseg, (1821).
- 3. Govorenje od pritnje na povratjanje u stare grihe po ... god. 1826. miseca prosinca dana 28-a. Eszék.
- 4. Predigt. Von der Vortreflichkeit des Priesterthumes und der demselben gebührenden Achtung. Bey seiner Sekundiz-Feyer an der hiesigen Dommkirche vorgetragen in der slavischen Sprache. Im Jahre 1826. am 31. Dezember, und hernachin die Deutsche übersetzt. Eszék.